# National Woman's Rights Convention
National Woman's Rights Convention, var ett antal årligen återkommande nationella konferenser som hölls i USA mellan 1850 och 1860.  Konferenserna samlade progressiva krafter kring kvinnors rättigheter, abolitionister och nyktherhetsaktivister. 
Konferenserna var en fortsättning på den berömda Konferensen i Seneca Falls 1848. De upphörde under det amerikanska inbördeskriget 1861-1865. När verksamheten återupptogs efter inbördeskrigets slut, organiserade den sig i en fast verksamhet som American Equal Rights Association (1866). 